# خابووکا
خابووکا (به لهستانی:  Chabówka) یک روستا در لهستان است که در گمینا رابکا-زدروی واقع شده‌است. خابووکا ۱٬۶۰۰ نفر جمعیت دارد.